# Marc Skudero
Marc Skudero o DJ Skudero (Terrassa, 6 de març de 1976) és el nom artístic de Marc Escudero Gonzálvez, un DJ de màkina que va ser Dj resident de la discoteca Pont Aeri al costat del seu germà Xavi Metralla i juntament amb 2 dj's més: Dj Sonic i Javi Molina, des del 1994 fins al seu tancament en 2012.

## Biografia
El seu estil és de màkina dura, propera al techno hardcore, gènere que també ha conreat. Així, el ritme predomina sobre la melodia i s'allunya dels patrons pop d'altres discjòqueis. La veu femenina de què s'acompanya està en una fuga gairebé constant de to agut.
El seu single més famós, que va produir amb el seu germà i amb Rubén Moreno (Dj Ruboy), és Pont Aeri Vol. 4 "Flying Free" en 2000, que li va suposar l'obtenció del premi al millor tema màkina i comercial per les revistes DJ1 i DEEJAY en 2001. En 2002, aquestes dues publicacions li van donar el premi al millor Dj màkina nacional i va tornar a obtenir el premi al millor tema mákina nacional amb Reaching Dreams.
Ha punxat en més de 200 sales d'Espanya i de l'estranger, com Tunnel (Hamburg), The New Monkey (Newcastle), Le Jame's (Villemur-sud-Tarn, prop de Tolosa de Llenguadoc), Marina Park (Perpinyà) o Pachá (Miami Beach).

## Discografia[4]

### Singles
- Pont Aeri vol. 1 - Acid Pastis
- Pont Aeri vol. 2 - Night Flight
- Pont Aeri Vol. 2 - The Countdown
- Dj Skudero - Kript-On
- Dj Skudero - Remix Extasia
- Pont Aeri vol. 3 - La Fiesta
- Fluor
- Skudero meets Gollum
- Technologics - El club de los humildes
- Elements: Dehlia '98 y Glycerin
- Pont Aeri vol. 4 - Flying Free y The Lyberty
- Elements 2: Espiral 2000, Glycerin y Da Newstyle
- Flying Free Remixes
- Pont Aeri vol. 5 - Take a trip
- Nothing Compares 2U
- Pont Aeri vol. 6 - Reaching Dreams
- Pont Aeri vol. 7 - Phantasies
- Pont Aeri vol. 8 - Sweet Revenge
- Pont Aeri vol. 9 - This is your Dream
- 3 DJS Ahead
- Trip to Shadow
- DJ Skudero - Flames of love (Techno Rmx)
- White Flag
- Pont Aeri vol. 10 - Believe
- Pont Aeri vol. 10 - Necrophobia
- Dj Skudero - Dehlia

### Recopilatoris
- The best of Pont Aeri
- Tekno Warriors
- Pont Aeri The Great Family
- Tekno Warriors
- Hard Halloween Live at Pont Aeri
- Revival Live
- Gladiators Live at Pont Aeri
- Makina Legend Live at Pont Aeri
- The Winter Compilation
- Now Is The Time

### Àlbums en solitari
- Skudero presents The Killer Album
- Skudero presents The Killer Album vol. 2